# Epigonidae

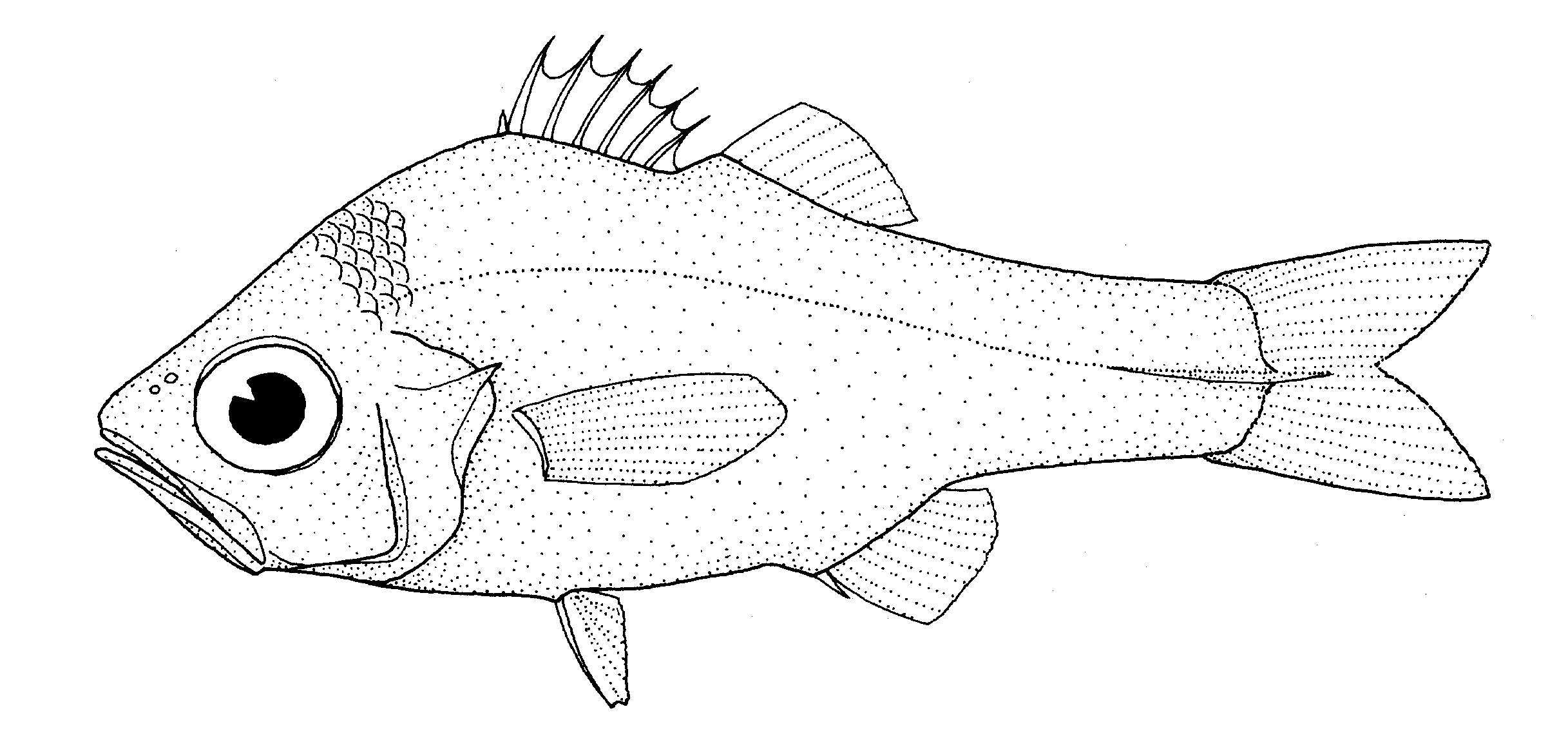
Rosenblattia robusta

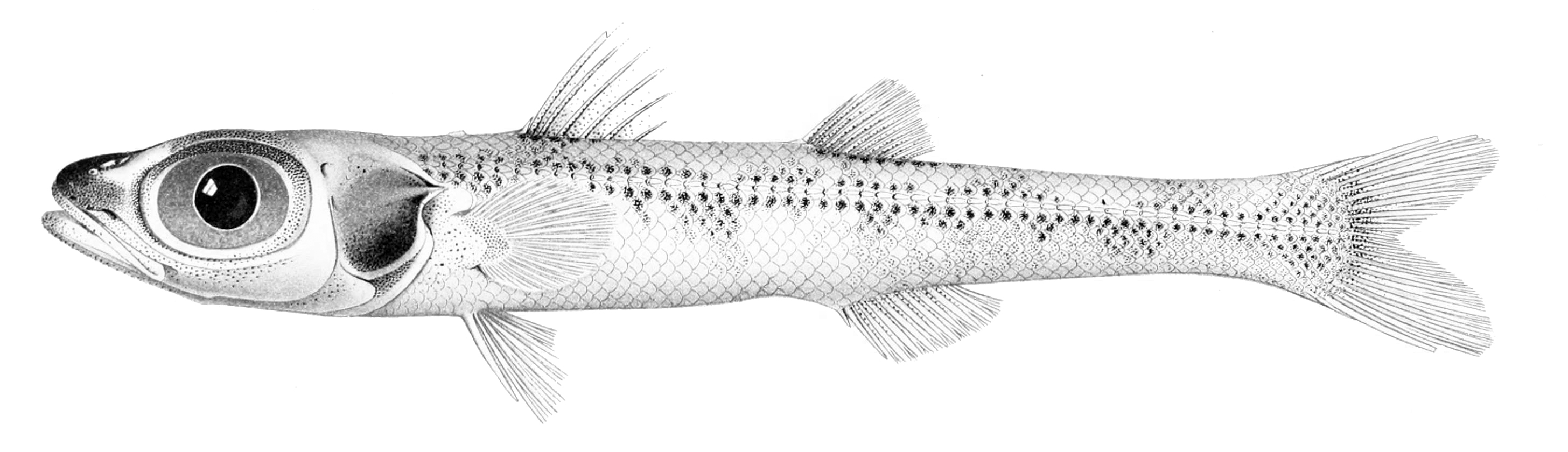
Epigonus atherinoides

Epigonidae Poey, 1861 è una famiglia di pesci ossei marini appartenenti all'ordine Perciformes.

## Distribuzione e habitat
Gli Epigonidae sono diffusi in tutti gli oceani, compreso il mar Mediterraneo in cui sono diffuse cinque specie:
- Epigonus constanciae
- Epigonus denticulatus
- Epigonus telescopus
- Microichthys coccoi
- Microichthys sanzoi[2].

Questi pesci sono diffusi in acque profonde, anche nel piano abissale.

## Descrizione
Gli Epigonidae sono abbastanza simili agli Apogonidae (a cui sono stati a lungo attribuiti con il rango di sottofamiglia) da cui differiscono per avere un numero diverso di vertebre, per avere la pinna anale e la parte molle della pinna dorsale coperte di scaglie, per le dimensioni minori, l'assenza di colorazioni vivaci e per l'ambiente di vita di profondità.
Epigonus telescopus raggiunge i 75 cm di lunghezza ed è la specie più grande.

## Generi e specie
La famiglia presenta 34 specie suddivise in 7 generi:
- Brephostoma
  - Brephostoma carpenteri Alcock, 1889
- Brinkmannella
  - Brinkmannella elongata Parr, 1933
- Epigonus
  - Epigonus affinis Parin & Abramov, 1986
  - Epigonus angustifrons Abramov & Manilo, 1987
  - Epigonus atherinoides Gilbert, 1905
  - Epigonus cavaticus Ida, Okamoto & Sakaue, 2007[5]
  - Epigonus constanciae Giglioli, 1880
  - Epigonus crassicaudus de Buen, 1959
  - Epigonus ctenolepis Mochizuki & Shirakihara, 1983
  - Epigonus denticulatus Dieuzeide, 1950
  - Epigonus devaneyi Gon, 1985
  - Epigonus elegans Parin & Abramov, 1986
  - Epigonus elongatus Parr, 1933
  - Epigonus fragilis Jordan & Jordan, 1922
  - Epigonus glossodontus Gon, 1985
  - Epigonus heracleus Parin & Abramov, 1986
  - Epigonus lenimen Whitley, 1935
  - Epigonus macrops Brauer, 1906
  - Epigonus marimonticolus Parin & Abramov, 1986
  - Epigonus merleni McCosker & Long, 1997
  - Epigonus notacanthus Parin & Abramov, 1986
  - Epigonus occidentalis Goode & Bean, 1896
  - Epigonus oligolepis Mayer, 1974
  - Epigonus pandionis Goode & Bean, 1881
  - Epigonus parini Abramov, 1987
  - Epigonus pectinifer Mayer, 1974
  - Epigonus robustus Mead & De Falla, 1965
  - Epigonus telescopus Risso, 1810
  - Epigonus waltersensis Parin & Abramov, 1986
- Florenciella
  - Florenciella lugubris Mead & De Falla, 1965
- Microichthys
  - Microichthys coccoi Rüppell, 1852
  - Microichthys sanzoi Sparta, 1950
- Rosenblattia
  - Rosenblattia robusta Mead & De Falla, 1965
- Sphyraenops
  - Sphyraenops bairdianus Poey, 1861[4]